# Edward Andrews

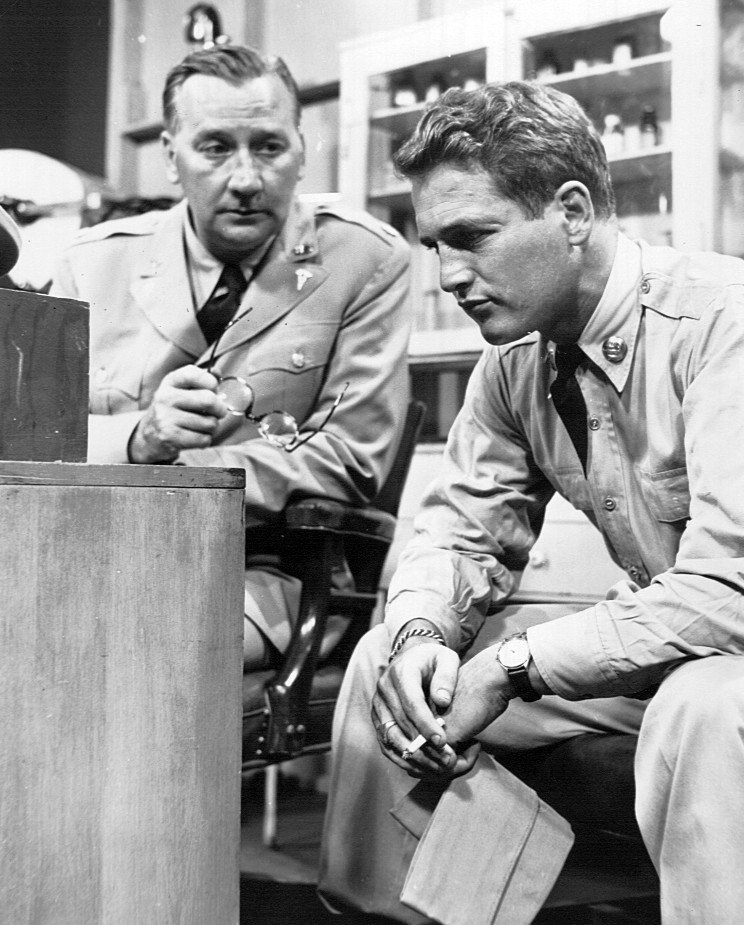
Edward Andrews y Paul Newman de la presentación de «Army Game»en The Kaiser Aluminium Hour.

Edward Bryan Andrews Jr. (Griffin, 9 de octubre de 1914-Santa Mónica, 8 de marzo de 1985) fue un actor de teatro, cine y televisión estadounidense. Andrews fue uno de los actores de carácter más reconocidos en la televisión y en las películas desde los años cincuenta hasta los ochenta. Su cabello completamente blanco, su constitución imponente y sus gafas con montura de concha influyeron en los papeles que recibió, ya que a menudo era elegido como un jefe intratable, un hombre de negocios cauteloso u otros tipos de personajes oficiosos.

## Vida y carrera
Andrews nació en Griffin, Georgia, hijo de un sacerdote episcopal, y se crio en Pittsburgh, Pensilvania, Cleveland, Ohio y Wheeling, Virginia Occidental. A la edad de 12 años, ganó un papel sin cita previa en una producción teatral protagonizada por James Gleason.
Asistió a la Universidad de Virginia y, a los 21 años, debutó en los escenarios en 1935, avanzando a Broadway ese mismo año. Durante este período, Andrews protagonizó el drama militar de corta duración pero bien recibido So Proudly We Hail en el papel principal junto a Richard Cromwell. En 1936, Andrews debutó en la película Rushin' Art . En 1949 hizo una breve aparición no acreditada como vecino del personaje de David Wayne en Adam's Rib. Su siguiente aparición cinematográfica se produjo en 1955 como el subversivo y corrupto Rhett Tanner, jefe de una violenta maquinaria política, en The Phenix City Story. A esto pronto le siguieron papeles en otras películas como The Harder They Fall (1956), These Wilder Years (1956), Té y simpatía (1956), Tension at Table Rock (1956), The Unguarded Moment (1956), Hot Summer Night (1957), The Tattered Dress (1957), The Fiend Who Walked the West (1958) y Night of the Quarter Moon (1959).

### Cine
Si bien la carrera como actor cinematográfico de Andrews comenzó en serio cuando tenía cuarenta y tantos años, parecía mucho mayor de lo que realmente era y constantemente lo encasillaban como un tipo de abuelo. Aunque a menudo interpretaba personajes amables, Andrews era igualmente experto en interpretar personajes como empresarios sórdidos o burócratas tensos.
Andrews apareció en varias películas populares, entre ellas Elmer Gantry (1960), en la que fue memorable como George F. Babbitt, The Absent-Minded Professor (1961) y Son of Flubber (1963), como el secretario de Defensa, The Thrill of It All (1963) con Doris Day y James Garner, No me mandes flores (1964) con Doris Day y Rock Hudson y ¿Qué ocurrió entre mi padre y tu madre? (1972) como agente del gobierno. Entre sus otros créditos cinematográficos se encuentran The Young Savages (1961), The Young Doctors (1961), Advise & Consent (1962), Good Neighbor Sam (1964), Youngblood Hawke (1964), Kisses for My President (1964), The Glass Bottom Boat (1966); The Trouble with Girls (1969) con Elvis Presley , Tora! Tora! Tora! (1970) como el almirante Harold R. Stark, How to Frame a Figg (1971), The Million Dollar Duck (1971), Now You See Him, Now You Don't (1972), Charley and the Angel (1973) y The Seniors (1978). Interpretó al abuelo de Molly Ringwald en la película Sixteen Candles (1984) de John Hughes antes de hacer su última aparición en un largometraje en Gremlins (1984).

### Televisión
Andrews fue estrella invitada en muchas series de televisión, incluidas Thriller, Goodyear Television Playhouse, Hands of Mystery, The United States Steel Hour, Cheyenne, The Twilight Zone (en los episodios «Third From the Sun» y «You Drive»), The Real McCoys, The Eleventh Hour, Ruta 66, Naked City, Gunsmoke, Rawhide, Los intocables, Bonanza, Alias Smith and Jones, The Wild Wild West, Ironside, The F.B.I., The Beverly Hillbillies, Mr. Novak, Sanford and Son, One Day at a Time, Love, American Style, Ellery Queen, Los invasores, Bewitched, Hawaii Five-O, Los ángeles de Charlie, The Rookies, The Alfred Hitchcock Hour, Storefront Lawyers, Sergeant Bilko, The Love Boat, The Andy Griffith Show, La isla de la fantasía, Three's Company, The Bob Newhart Show y Quincy, M.E..
Andrews apareció habitualmente en la serie de ABC Broadside (1964-1965) como el comandante Roger Adrian. Anteriormente había filmado el piloto de la serie Hazel en el papel de George Baxter. El suyo fue el único papel modificado cuando el piloto se convirtió en serie; fue reemplazado por el actor Don DeFore.
Andrews interpretó el personaje de Charley en la dramatización de 1966 de Muerte de un viajante, y apareció en activo durante la década de 1970. Interpretó a Elton Dykstra en The Intruders, a Ernest W. Stanley en The Man Who Came to Dinner, al alcalde Robert Chisholm junto a Don Knotts en la película How to Frame a Figg (1971) y al alcalde Massey en la película para televisión The Whiz Kid and the Mystery at Riverton. En 1968, interpretó a un ladrón de cajas fuertes en un episodio de cuatro partes de Mi bella genio y, a principios de 1969, apareció como un funerario traficante de drogas en The Mod Squad. También tuvo el papel principal de Harry Flood en la breve serie Supertrain de 1979 de NBC. En 1982, apareció en un episodio de Three's Company de ABC.
A finales de los 70 y principios de los 80, Andrews apareció en una serie de comerciales populares para Bell Telephone como un ejecutivo autoritario.

## Vida personal
La carrera de Andrews en Broadway fue interrumpida por el servicio militar durante la Segunda Guerra Mundial. Se desempeñó como capitán y comandante de la Batería C dentro del 751.º Batallón de Artillería de Campaña del Ejército de los Estados Unidos, y recibió la Medalla de la Estrella de Bronce en septiembre de 1945.
Andrews se casó con Emily Barnes en 1955. Tuvieron dos hijas, Abigail y Tabitha, y un hijo, Edward III.
Andrews era un ávido navegante.
La estrella de Bewitched, Elizabeth Montgomery, seleccionó «Tabitha» como el nombre de la hija de su personaje en honor a la hija de Andrews. Ella dijo: «El nombre fue idea mía. Me encantó porque era muy anticuado. Lo obtuve de una de las hijas de Edward Andrews, el actor. Las dos niñas Andrews se llaman Tabitha y Abigail».

## Muerte
El 8 de marzo de 1985, Andrews sufrió un infarto en su casa de Pacific Palisades.  Fue transportado al Hospital de Santa Mónica, donde murió ese mismo día. El 11 de marzo se llevó a cabo un servicio conmemorativo en la Iglesia Episcopal de San Mateo en Pacific Palisades. Posteriormente, Andrews fue incinerado.

## Filmografía
- The Phenix City Story (1955) - Rhett Tanner
- The Harder They Fall (1956) - Jim Weyerhause
- These Wilder Years (1956) - Leland G. Spottsford
- Té y simpatía (1956) - Herb Lee
- Tension at Table Rock (1956) - Kirk
- Friendly Persuasion (1956) - Soldado (sin acreditar)
- The Unguarded Moment (1956) - Sr. Bennett
- Three Brave Men (1956) - Alcalde Henry L. Jensen
- Hot Summer Night (1957) - Diputado Lou Follett
- The Tattered Dress (1957) - Lester Rawlings
- Trooper Hook (1957) - Charlie Travers
- The Fiend Who Walked the West (1958) - Juez Parker
- Night of the Quarter Moon (1959) - Clinton Page
- Elmer Gantry (1960) - George F. Babbitt
- The Absent-Minded Professor (1961) - Secretario de Defensa
- The Young Savages (1961) - R. Daniel Cole
- Love in a Goldfish Bowl (1961) - Senador Clyde Holloway
- The Young Doctors (1961) - Jim Bannister
- Rawhide (1961-1962) - Ben Andrews (episodio T4: E1, «Incident at Río Salado») / Lije Crowning (episodio T5: E12, «Incident of the Querencias»)
- Advise & Consent (1962) - Senador Orrin Knox
- 40 Pounds of Trouble (1962) - Herman
- Son of Flubber (1963) - Secretario de Defensa
- Bonanza (1963) (episodio T4E16 «Song in the Dark»)
- The Thrill of It All  (1963) - Gardiner Fraleigh
- A Tiger Walks (1964) - Gobernador Robbins
- The Brass Bottle (1964) - Prof. Kenton
- Good Neighbor Sam (1964) - Sr. Burke
- Kisses for My President (1964) - Senador Walsh
- No me mandes flores (1964) - Dr. Ralph Morrissey
- Youngblood Hawke (1964) - Quentin Judd
- Fluffy (1965) - Griswald
- The Glass Bottom Boat (1966) - General Wallace Bleecker
- Birds Do It (1966) - General Smithburn
- The Hardy Boys: The Mystery of the Chinese Junk (1967) - Dr. Montrose
- The Trouble with Girls (1969) - Johnny
- Tora! Tora! Tora! (1970) - Almirante Harold R. Stark
- The Doris Day Show (1970-1972) - Coronel Fairburn
- How to Frame a Figg (1971) - Alcalde Robert Chisholm
- The Million Dollar Duck (1971) - Morgan
- Now You See Him, Now You Don't (1972) - Sr. Sampson
- ¿Qué ocurrió entre mi padre y tu madre? (1972) – JJ Blodgett
- Charley and the Angel (1973) - Ernie, banquero
- Wilbur and Orville: The First to Fly (1973)
- The Photographer (1974) – Sargento. Sid Collins
- The Seniors (1978) – El banquero
- Sixteen Candles (1984) - Howard Baker
- Gremlins (1984) - Sr. Roland Corben (papel final en el cine)